# Stogniowice
Stogniowice (dawniej też Stogniewice) – wieś w Polsce położona w województwie małopolskim, w powiecie proszowickim, w gminie Proszowice.
| SIMC    | Nazwa       | Rodzaj    |
| ------- | ----------- | --------- |
| 0332179 | Hektary     | część wsi |
| 0332185 | Pagórek     | część wsi |
| 0332191 | Podwierzbie | część wsi |

W latach 1975–1998 miejscowość administracyjnie należała do województwa krakowskiego.
We wsi działa Ochotnicza Straż Pożarna oraz koło gospodyń wiejskich, utworzone w 2018 roku.